# لانسلو دو لاک
لانسلوت از دریاچه (به فرانسوی: Lancelot du Lac) فیلمی فانتزی به کارگردانی روبر برسون محصول سال ۱۹۷۴ است. فیلم ماجرای عاشقانهٔ لانسلوت و گوئینور را در دوره شاه آرتور حکایت می‌کند و برسون مطابق معمول از نابازیگران برای ایفای نقش استفاده کرد.